# Награда Удружења телевизијских филмских критичара за најбољу глумицу у главној улози
Награда филмске критике за најбољу главну глумицу (енгл. Broadcast Film Critics Association Award for Best Actress) се додељује од 1995. године глумицама које су по мишљењу филмских критичара оствариле најбоље главне улоге. Награду су 2008. и 2009. године добиле две глумице. Додела се одржава у јануару, а награђују се најбоље глумице у протеклој години.

## Награђене и номиноване

### 1990-е
- 1995 - Никол Кидман - „Умрети за“
- 1996 - Франсес Макдорманд - „Фарго“
- 1997 - Хелена Бонам Картер - „Крила голубице“
- 1998 - Кејт Бланчет - „Елизабета“
- 1999 - Хилари Сванк - „Дечаци не плачу“

### 2000-е
- 2000 - Џулија Робертс - „Ерин Брокович“
- 2001 - Сиси Спејсек - „У спаваћој соби“
  - Никол Кидман - „Мулен руж!“
  - Рене Зелвегер - „Дневник Бриџет Џоунс“
- 2002 - Џулијана Мур - „Далеко од раја“
  - Салма Хајек - „Фрида“
  - Никол Кидман - „Сати“
- 2003 - Шарлиз Трон - „Монструм“
  - Џенифер Конели - „Кућа песка и магле“
  - Дајана Китон - „Само не ти“
  - Никол Кидман - „Хладна планина“
  - Саманта Мортон - „У Америци“
  - Наоми Вотс - „21 грам“
- 2004 - Хилари Сванк - „Девојка од милион долара“
  - Анет Бенинг - „Као Џулија“
  - Каталина Сандино Морено - „Марија, милости пуна“
  - Имелда Стонтон - „Вера Дрејк“
  - Кејт Винслет - „Вечни сјај беспрекорног ума“
- 2005 - Рис Видерспун - „Ход по ивици“
  - Џоун Ален - „Лепша страна беса“
  - Џуди Денч - „Госпођа Хендерсон вам представља“
  - Фелисити Хафман - „Трансамерика“
  - Кира Најтли - „Гордост и предрасуде“
  - Шарлиз Трон - „Северна земља“
- 2006 - Хелен Мирен - „Краљица“
  - Пенелопе Круз - „Врати се“
  - Џуди Денч - „Белешке о скандалу“
  - Мерил Стрип - „Ђаво носи Праду“
  - Кејт Винслет - „Интимне ствари“
- 2007 - Џули Кристи - „Далеко од ње“
  - Ејми Адамс - „Зачарана“
  - Кејт Бланчет - „Елизабета: Златно доба“
  - Марион Котијар - „Живот у ружичастом“
  - Анџелина Жоли - „Моћно срце“
  - Елен Пејџ - „Џуно“
- 2008 - Ен Хатавеј - „Рејчел се удаје“
- 2008 - Мерил Стрип - „Сумња“
  - Кејт Бекинсејл - „Председничка игра“
  - Кејт Бланчет - „Необичан случај Бенџамина Батона“
  - Анџелина Жоли - „Замена“
  - Мелиса Лео - „Замрзнута река“
- 2009 - Сандра Булок - „Мртав угао“
- 2009 - Мерил Стрип - „Џули и Џулија“
  - Емили Блант - „Млада Викторија“
  - Кери Малиган - „Образовање“
  - Сирша Ронан - „Дивне кости“
  - Габореј Сидибе - „Драгоцена“

### 2010-е
- 2010 - Натали Портман - „Црни лабуд“
  - Анет Бенинг - „Клинци су у реду“
  - Никол Кидман - „Пут у непознато“
  - Џенифер Лоренс - „Зима до костију“
  - Мишел Вилијамс - „Тужна веза“
  - Номи Рапас - „Девојка са тетоважом змаја“
- 2011 - Вајола Дејвис - „Служавке“
  - Мерил Стрип - „Челична дама“
  - Мишел Вилијамс - „Моја недеља са Мерилин“
  - Тилда Свинтон - „Морамо да разговарамо о Кевину“
  - Шарлиз Трон - „Млади“
  - Елизабет Олсен - „Марта Марси Меј Марлин“
- 2012 - Џесика Частејн - „00:30 – Тајна операција“
  - Марион Котијар - „Рђа и кост“
  - Емануела Рива - „Љубав“
  - Наоми Вотс - „Немогуће“
  - Џенифер Лоренс - „У добру и у злу“
  - Квавенжане Волис - „Звери јужних дивљина“
- 2013 - Кејт Бланчет - „Несрећна Џасмин“
  - Сандра Булок - „Гравитација“
  - Џуди Денч - „Филомина“
  - Ема Томпсон - „Спасавање господина Банкса“
  - Мерил Стрип - „Август у округу Осејџ“
  - Бри Ларсон - „Привремени дом“
- 2014 - Џулијана Мур - „И даље Алис“
  - Розамунд Пајк - „Ишчезла“
  - Фелисити Џоунс - „Теорија свега“
  - Џенифер Анистон - „Торта“
  - Рис Видерспун - „Дивљина“
  - Марион Котијар - „Два дана, једна ноћ“
- 2015 - Бри Ларсон - „Соба“
  - Кејт Бланчет - „Керол“
  - Џенифер Лоренс - „Џој“
  - Шарлот Ремплинг - „45 година“
  - Серше Ронан - „Бруклин“
  - Шарлиз Трон - „Побеснели Макс: Ауто-пут беса“
- 2016 - Натали Портман - „Џеки“
  - Ејми Адамс - „Долазак“
  - Анет Бенинг - „Жене 20. века“
  - Изабел Ипер - „Ел“
  - Рут Нега - „Лавинг“
  - Ема Стоун - „Ла ла ленд“
- 2017 - Франсес Макдорманд - „Три билборда изван Ебинга у Мисурију“
  - Џесика Частејн - „Велика игра“
  - Сали Хокинс - „Облик воде“
  - Марго Роби - „Ја, Тоња“
  - Серше Ронан - „Лејди Берд“
  - Мерил Стрип - „Доушник“
- 2018 - Глен Клоус - „Супруга“
- 2018 - Лејди Гага - „Звезда је рођена“
  - Јалица Апарисио - „Рома“
  - Емили Блант - „Повратак Мери Попинс“
  - Тони Колет - „Наслеђено зло“
  - Оливија Колман - „Миљеница“
  - Мелиса Макарти - „Можете ли ми икада опростити?“
- 2019 - Рене Зелвегер - „Џуди“
  - Аквафина - „The Farewell“
  - Синтија Ериво - „Харијет“
  - Скарлет Џохансон - „Прича о браку“
  - Лупита Нјонго - „Ми“
  - Серше Ронан - „Мале жене“
  - Шарлиз Терон - „Оне су бомбе“

### 2020-е
- 2020 - Кери Малиган - „Жена која обећава“
  - Вајола Дејвис - „Ма Рејни: Мајка блуза“
  - Андра Деј - „Сједињене Државе против Били Холидеј“
  - Сидни Фланиган - „Никад, ретко, понекад, увек“
  - Ванеса Кирби - „Комади жене“
  - Франсес Макдорманд - „Земља номада“
  - Зендеја - „Малколм и Мери“
- 2021 - Џесика Частејн - „Очи Тами Феј“
  - Оливија Колман - „Мрачна кћи“
  - Лејди Гага - „Гучијеви“
  - Алана Хаим - „Пица од сладића“
  - Никол Кидман - „Рикардови“
  - Кристен Стјуарт - „Спенсер“
- 2022 - Кејт Бланчет - „Тар“
  - Вајола Дејвис - „Жена краљ“
  - Данијела Дедвајлер - „Тил“
  - Марго Роби - „Вавилон“
  - Мишел Вилијамс - „Фабелманови“
  - Мишел Јео - „Све у исто време“
- 2023 - Ема Стоун - „Јадна створења“
  - Лили Гладстоун - „Убиства под цветним месецом“
  - Сандра Хилер - „Анатомија пада“
  - Грета Ли - „Прошли животи“
  - Кери Малиган - „Маестро“
  - Марго Роби - „Барби“
- 2024 - Деми Мур - „Супстанца“
  - Синтија Ериво - „Злица“
  - Карла Софија Гаскон - „Емилија Перез“
  - Меријен Жан-Баптист - „Болне истине“
  - Анџелина Џоли - „Марија“
  - Мајки Медисон - „Анора“